# Le Sommeil (Puvis de Chavannes)
Pour les articles homonymes, voir Le Sommeil.
Le Sommeil est un tableau de grandes dimensions (381 × 600 cm) réalisé par le peintre Pierre Puvis de Chavannes en 1867. Il est conservé au palais des Beaux-Arts de Lille.

## Histoire

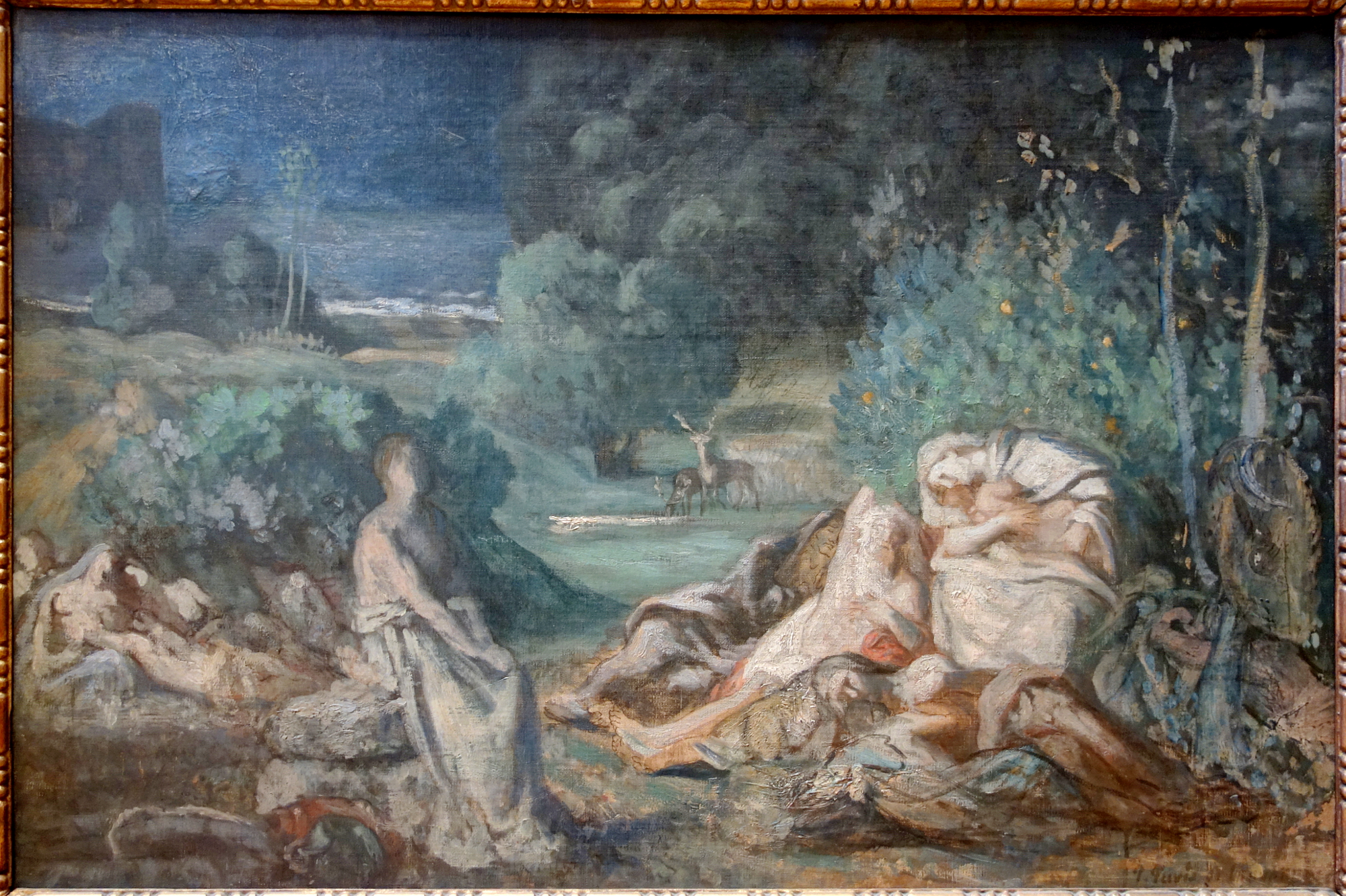
Le Sommeil, esquisse, avant 1867, palais des Beaux-Arts de Lille.

Présenté au Salon des artistes français de 1867, le tableau est inspiré d'un vers de l'Énéide (II, 268) de Virgile, « C’était le temps du premier repos pour les mortels accablés… ». Peint alors que son style s'affirme, s'éloignant de l'influence romantique qui marque ses débuts, Le Sommeil peut être considéré comme le premier tableau symboliste de la peinture française.

## Description
La scène montre le repos de simples paysans. Au premier plan à droite, une femme âgée et un vieil homme, une femme et son enfant, un homme et son fils, représentent les âges de la vie. À gauche, un groupe de personnages plus indistinct semble absorbé par la demie obscurité. La palette réduite, aux tonalités sourdes, beige, bleue et rosée, que seul le soleil couchant vient éclairer, installe une atmosphère de torpeur. Il semble que le tableau traite du sentiment de demie conscience, entre la veille et l'endormissement, que provoque la somnolence et qu'éprouve aussi le spectateur en contemplant le tableau.

## Analyse
Avant sa production en grand format, Puvis a réalisé un nombre inhabituel de dessins et d'esquisses peintes, dont certaines assez éloignées de l'œuvre définitive. L'une d'entre elles, offerte par Puvis au peintre Francis Auburtin, puis par la famille de ce dernier au musée du Louvre, est aujourd'hui conservée à Lille (dépôt du musée d'Orsay). Présentée par Puvis comme son œuvre préférée, il réalise du Sommeil ensuite plusieurs répliques, dessinées ou peintes, de taille plus réduite, dont l'une est conservée par le Metropolitan Museum of Art de New York. 